# El conductor (pel·lícula de 2019)
El conductor (originalment en neerlandès, Bumperkleef) és una pel·lícula de thriller belgoneerlandesa del 2019 escrita i dirigida per Lodewijk Crijns. La versió doblada al català es va emetre per primer cop a TV3 el 22 d'agost de 2022.

## Sinopsi
En Hans és un home confiat i tossut que viatja amb cotxe amb la seva família. A causa de la seva conducció agressiva provoca una baralla de trànsit amb l'Ed, un home disposat a arribar a extrems inimaginables per aplicar un correctiu moral a qualsevol persona que s'enfronti amb ell. La família es trobarà amb tota mena d'obstacles i lluitarà per sobreviure i arribar a casa dels pares d'en Hans sans i estalvis.

## Repartiment
- Jeroen Spitzenberger: Hans
- Anniek Pheifer: Diana
- Roosmarijn van der Hoek: Milou
- Liz Vergeer: Robine
- Willem de Wolf: l'exterminador Ed
- Truus te Selle: l'àvia Trudy
- Hubert Fermin: l'avi Joop